# Chiesa di San Rocco (Orsogna)
La chiesa di San Rocco è sita ad Orsogna in provincia di Chieti.

## Struttura
La facciata è in stile moderno (post-seconda guerra mondiale). Risulta un compendio dall'architettura romanica pugliese stilizzata, con portale a tutto sesto decorato nella lunetta da un mosaico del Giubileo 2000, che illustra San Rocco nell'attp di proteggere Orsogna. 
Sopra il portone vi è una finestra a forma circolare a mo' di oblò al posto del classico rosone. L'impianto della chiesa è rettangolare a navata unica, il campanile a torre a vela, con 6 finestre, e solo 3 campane sul lato piazza Mazzini, si trova sul fianco sinistro. 
Nell'interno, ad un'unica navata, d'interessante vi è una statua di San Rocco che viene portata in processione solenne ogni anno il 16 agosto. L'arco trionfare dell'altare maggiore mostra un dipinto di San Rocco in estasi opera di Ettore Bravo di Atessa, che a Orsogna dipinse le volte della chiesa parrocchiale. Altri altari laterali ospitano moderne statue di San Michele che sconfigge il Diavolo, la Madonna Immacolata e il gruppo dell'Annunciazione. 
Presso l'altare maggiore si conserva anche una croce astile in argento del XVII src, di scuola guardiese.

## Storia
La chiesa storica fu certamente costruita intorno al XV secolo, con ristrutturazioni nel XVII secolo. Nella seconda metà dell'Ottocento la chiesa fu notevolmente restaurata in stile neoclassico con progetto di Filippo Santoleri. Fu allargata occupando una parte del tratturo sulla piazza. Fu realizzato un paliotto d'altare in bronzo, opera dello scultore Modesto Parlatore (1849-1912).

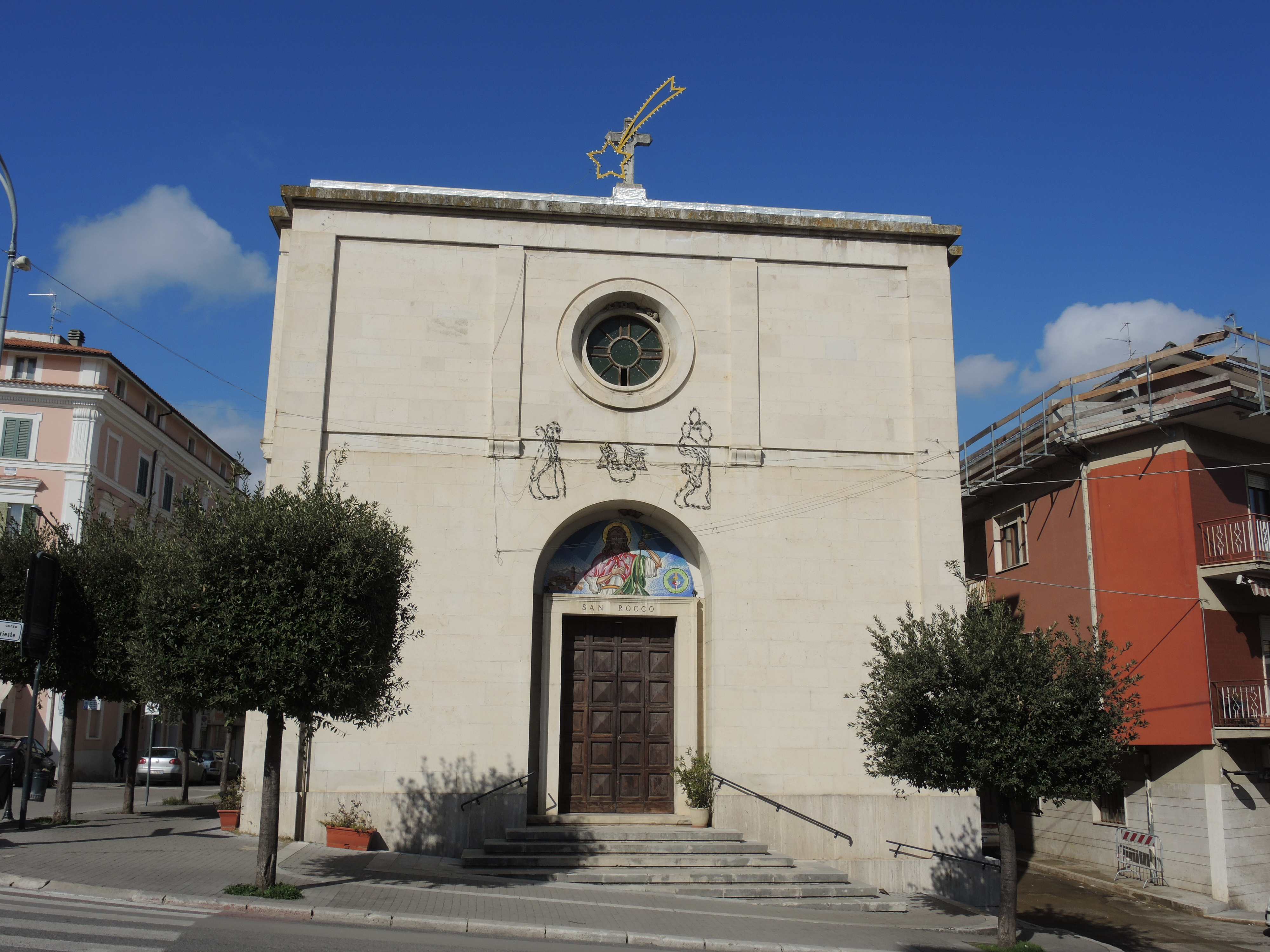
La facciata

Nell'aprile 1944 il violento bombardamento alleato di Orsogna fece crollare la parte centrale della chiesa, parte della sommità del campanile, e il piccolo portico della facciata. 
Venne completamente ricostruita ex novo ad opera dell'Impresa Costruzioni De Cesare di Chieti, su progetto dell'architetto magliese Antonio Provenzano. Della vecchia chiesa ne rimangono pochi ricordi, tra cui il calco in gesso del paliotto d'altare di Modesto Parlatore. Il paliotto fu rubato nel 1946, il calco fu conservato nella Biblioteca intitolata ad Angelo Camillo De Meis a Chieti; attualmente è stato collocato nel Museo Parlatore a Orsogna. La chiesa inoltre conserva un cimelio rimasto dopo il terremoto dell'inverno del 1944.
La nuova chiesa fu inaugurata nel 1950.

## Struttura originaria della chiesa
La chiesa barocca distrutta nel 1943-44 era assai diversa da quella attuale, e ciò è documentato da foto locali.
La chiesa antica risaliva al XVI secolo, eretta lungo il tratturo per Lanciano, delimitata dal fosso dell'attuale piazza Mazzini. 
Nel 1882, dopo l'Unita d'Italia,  la chiesa  era di proprietà comunale, e il sindaco Filippo Iocco la fece restaurare completamente, su progetto di Filippo Santoleri di Orsogna, con delega al capo mastro Demetrio Tenaglia di Orsogna. Santoleri progettò diverse opere nei dintorni, il cimitero comunale di Orsogna, quello di Castel Frentano, e la chiesetta di San Rocco a Crecchio.
La chiesa era a unica navata con un ampio ed elegante portico sul lato della piazza. La facciata aveva il portale in stile eclettico neoromanico, con arco a tutto sesto, simile a quello attuale, sormontato da un rosone a raggiera, diverso da quello attuale perché più ricco nelle decorazioni floreali. Il tetto culminava a capanna con decorazioni in beccatelli.
Il campanile era una torre, si trovava sul retro, decorata negli anni '20 da una cuspide piramidale. Sul fianco della chiesa prospiciente la piazza, fu eretto un porticato per fungere da contrafforti.